# Structure pyramidale des ligues de football en Écosse
Le système de ligues de football en Écosse (Scottish football league system en anglais) désigne le système de classement officiel des ligues et divisions du football écossais.
Ce système de ligues est l’un des plus complexes au monde, avec 4 systèmes distincts et non connectés de ligues : les ligues Senior et Junior (ces appellations trompeuses ne reposent pas sur des distinctions d’âge) et, en dessous, les ligues Amateur et Welfare.

## Ligues Senior
Le plus haut niveau qui correspond aux ligues Senior est géré depuis 2013 par la Ligue écossaise de football professionnel (union de la Scottish Football League et de la Scottish Premier League) et regroupe 4 divisions de portée nationale. Il existe aussi des ligues régionales (la Highland Football League et la Lowland Football League, elle-même divisée en East of Scotland Football League et en South of Scotland Football League). Depuis la saison 2014-15, un système de promotion/relégation entre ligue nationale et ligues régionales a été introduit, créant de fait le côté pyramidal des ligues écossaises. 
Les Rangers sont l'équipe la plus titrée avec 54 titres de champion. Un club anglais, les Berwick Rangers, est membre de la Ligue écossaise de football professionnel. 
Depuis 2013, une structure pyramidale a commencé à être instaurée pour les ligues Senior et depuis 2014, un système de promotion/relégation est mis en place entre les 4 premières divisions nationales et les plus hautes divisions régionales. 
| Niveau | Ligues et Divisions                                                                   | Ligues et Divisions                                                                   | Ligues et Divisions                                                                                              | Ligues et Divisions                                                              | Ligues et Divisions | Ligues et Divisions | Ligues et Divisions | Ligues et Divisions | Ligues et Divisions | Ligues et Divisions | Ligues et Divisions | Ligues et Divisions | Ligues et Divisions | Ligues et Divisions | Ligues et Divisions | Ligues et Divisions |
| 1      | Scottish Premiership 12 clubs jouant 38 matches                                       | Scottish Premiership 12 clubs jouant 38 matches                                       | Scottish Premiership 12 clubs jouant 38 matches                                                                  | Scottish Premiership 12 clubs jouant 38 matches                                  |                     |                     |                     |                     |                     |                     |                     |                     |                     |                     |                     |                     |
| 2      | Scottish Championship 10 clubs jouant 36 matches                                      | Scottish Championship 10 clubs jouant 36 matches                                      | Scottish Championship 10 clubs jouant 36 matches                                                                 | Scottish Championship 10 clubs jouant 36 matches                                 |                     |                     |                     |                     |                     |                     |                     |                     |                     |                     |                     |                     |
| 3      | Scottish League One 10 clubs jouant 36 matches                                        | Scottish League One 10 clubs jouant 36 matches                                        | Scottish League One 10 clubs jouant 36 matches                                                                   | Scottish League One 10 clubs jouant 36 matches                                   |                     |                     |                     |                     |                     |                     |                     |                     |                     |                     |                     |                     |
| 4      | Scottish League Two 10 clubs jouant 36 matches                                        | Scottish League Two 10 clubs jouant 36 matches                                        | Scottish League Two 10 clubs jouant 36 matches                                                                   | Scottish League Two 10 clubs jouant 36 matches                                   |                     |                     |                     |                     |                     |                     |                     |                     |                     |                     |                     |                     |
| 5      | Highland Football League (Press & Journal Highland League) 18 clubs jouant 34 matches | Highland Football League (Press & Journal Highland League) 18 clubs jouant 34 matches | Lowland Football League (Scottish Sun Lowland League) 14 clubs jouant 26 matches                                 | Lowland Football League (Scottish Sun Lowland League) 14 clubs jouant 26 matches |                     |                     |                     |                     |                     |                     |                     |                     |                     |                     |                     |                     |
| 6      |                                                                                       |                                                                                       | East of Scotland Football League Premier Division (Central Taxis EOS Premier Division) 9 clubs jouant 24 matches | South of Scotland Football League 14 clubs jouant 26 matches                     |                     |                     |                     |                     |                     |                     |                     |                     |                     |                     |                     |                     |
| 7      |                                                                                       |                                                                                       | East of Scotland Football League First Division (Central Taxis EOS First Division) 8 clubs jouant 28 matches     |                                                                                  |                     |                     |                     |                     |                     |                     |                     |                     |                     |                     |                     |                     |

À partir de la saison 2014-15, les vainqueurs de la Highland Football League et de la Lowland Football League s'affronteront dans un match de play-off et le gagnant de ce match affrontera le dernier de la Scottish League Two dans un play-off de promotion/relégation.
Il existe une dernière ligue Senior, la North Caledonian Football League (en) (6 clubs jouant 10 matches), regroupant des clubs de l'extrême nord de l'Écosse et des îles Orcades, mais non encore intégré dans la structure pyramidale.
Pour la saison 2014-15, il y a donc un total de 111 équipes réparties dans 10 divisions pour les ligues Senior.

## Ligues Junior
Les ligues Junior constitue le 2e niveau dans la structure de ligues écossaises. Elles sont constituées en ligues régionales : Ouest (63 clubs), Est (61 clubs) et Nord (37 clubs), pour un total de 161 équipes réparties sur 12 divisions (pour la saison 2014-15).

## Ligues Amateur et Welfare
Les ligues Amateur et Welfare constituent le 3e niveau dans la structure de ligues écossaises et sont directement concurrentes. 
Les ligues Amateur regroupent, pour la saison 2014-15, 649 équipes réparties dans 16 ligues régionales qui gèrent un total de 58 divisions.
Les ligues Welfare correspondent aux mêmes niveaux que les ligues Amateur, la seule différence provenant de raisons historiques. Il existe un mouvement général de déclin des ligues Welfare et de translation des clubs y figurant vers les ligues Amateur. Il y avait 238 équipes dans les ligues Welfare en 2007, 158 en 2012 et seulement 4 en 2014. Elles sont regroupées dans une seule et unique division.